# Mugvekanvadi, Kumta
Mugvekanvadi là một làng thuộc tehsil Kumta, huyện Uttar Kannad, bang Karnataka, Ấn Độ.